# اردن (آلمان)

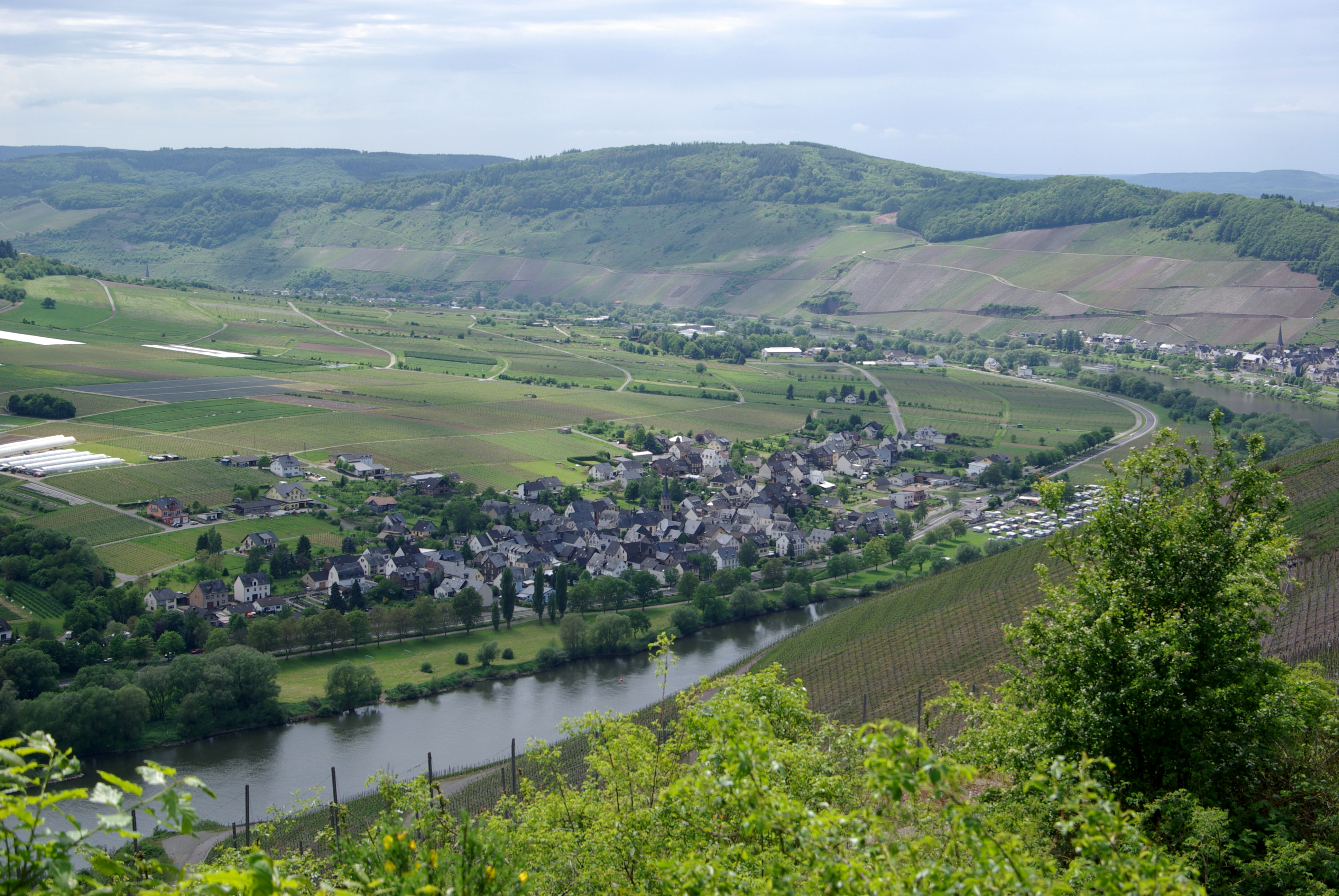
اردن (آلمان)

اردن (آلمان) (به آلمانی: Erden) یک منطقهٔ مسکونی در آلمان است که در Bernkastel-Kues واقع شده‌است. اردن ۳۹۸ نفر جمعیت دارد.